# 6-磷酸葡糖酸内酯
6-磷酸葡糖酸内酯（英語：6-Phosphogluconolactone）是磷酸戊糖途径中的一种中间代谢产物。
这种物质是由葡萄糖-6-磷酸脱氢酶催化葡萄糖-6-磷酸脱氢而产出的。